# Sinadene
Sinadene o Synadene (in greco Συναδηνή), trasl. Siunadené; in ungherese Szünadéné (fl. XI secolo) era una nobildonna greca bizantina che per breve tempo ricoprì il ruolo di regina consorte d'Ungheria, probabilmente negli anni 1070.
Molto probabilmente celebrò le nozze con Géza I, al potere dal 1074 al 1077.

## Identità del marito
Il nome di battesimo di Sinadene resta sconosciuto. Suo padre era il comandante bizantino Teodulo Sinadeno, mentre sua madre era una sorella di Niceforo III Botaniate, imperatore bizantino dal 1078. Lo Scylitzes Continuatus, che si ritiene sia stato scritto da Giovanni Scilitze, conterraneo di Sinadene, afferma che «l'imperatore aveva dato in moglie sua nipote Sinadene, figlia di Teodulo Sinadene, al krales d'Ungheria; alla sua morte, la donna tornò a Bisanzio». Il nome del sovrano, allo stesso modo del suo, non viene menzionato.
Un importante indizio sull'identità del marito di Sinadene si rintraccia in una delle placche smaltate raffigurate sulla Corona di Santo Stefano, la quale raffigura un uomo identificato con «Géza, leale re degli Ungheresi». La morte di Géza I, avvenuta il 25 aprile 1077, corrisponde alla narrazione di Scilitze, con il ritorno della regina vedova in territorio bizantino alla fine del 1079. L'unica alternativa possibile è il fratello e successore di Géza, Ladislao I, nel qual caso il matrimonio sarebbe avvenuto nel 1079 circa e il ritorno in Ungheria come vedova nel 1095. Tuttavia, Scilitze non menziona altri eventi della metà del 1090, circostanza che rende probabile che Géza I fosse il re sposato da Sinadene.

## Data del matrimonio
La data del matrimonio di Sinadene è ancora meno certa dell'identità del marito. R. Kerbl ha ipotizzato il periodo compreso tra il 1064 e il 1067. Egli parla dell'unione come di un «accordo privato» tra il duca Géza e i comandanti bizantini (tra cui lo zio di Synadene, che non era ancora diventato imperatore) che erano responsabili dei territori balcanici e danubiani. Altri autori indicano comunque un periodo compreso negli anni finali del decennio 1060. Géza governava forse la parte sud-orientale dell'Ungheria, al confine con l'impero bizantino, e aveva un cattivo rapporto con suo cugino, re Salomone, evento che rendeva il matrimonio con Sinadene politicamente vantaggioso. Tuttavia, dato che la nobildonna tornò a Costantinopoli alla morte di Géza, è probabile che il matrimonio non fu consumato e che la madre dei suoi figli, nati negli anni 1060, fosse la sua prima moglie, Sofia. È pertanto lecito supporre che il matrimonio abbia avuto luogo a metà degli anni 1070.